# Pecker Dunne
Pecker Dunne (* 1. April 1933 in Castlebar, County Mayo, Irland; † 19. Dezember 2012 in Killimer, County Clare) war ein irischer Folk- und Wandermusiker der Pavee.
Geboren im Pferdeplanwagen seiner Eltern, irische Pavee aus County Wexford, wo sein Vater als „The Fiddler Dunne“ bekannt war, gehörte er zu Irlands renommiertesten Banjospielern; zudem spielte er die Fiddle, Gitarre und die Melodeon-Orgel. Den Schwerpunkt seiner Texte thematisierten das Leben und Los der wandernden Tinker in dem sie diskriminierenden Umfeld, exemplarisch dafür ist sein bekanntes Wiegenlied Tinkers Lullaby. Zuletzt lebte er in Killimer im County Clare mit seiner Frau und vier Kindern, die die musikalische Tradition fortsetzen.

## Veröffentlichungen
- Autobiografie Parley-poet and Chanter[4] (2004), von Pecker Dunne & Micheál Ó hAodha, ISBN 978-1-899047-13-0

### Soloalben und Kollaborationen
- Pecker Dunne/Danny Doyle/Paddy Reilly/Shay Healy: The Gatecrashers (1967)
- Pecker Dunne: Introducing Pecker Dunne (1976)
- Pecker Dunne: The Tinker Man (1987)
- Pecker Dunne: Travelling People from Ireland (1996)
- Pecker Dunne: The Very Best Of ... (2001)
- Margaret Barry/Pecker Dunne: Songs from Travellin’ People (2005)
- Hrsg. Pavee Point, Pecker Dunne/Christy Moore/Finbar Fure/Sean Tyrrell/Paddy Keenan u. a.: Travellers and Fellow Travellers, Keepers of the Flame (2006)
- Margaret Barry/Pecker Dunne: Travellin People from Ireland (2008)